# ГЕС Qīngyánggōu
ГЕС Qīngyánggōu (青羊沟水电站) — гідроелектростанція у північній частині Китаю в провінції Ганьсу. Використовує ресурс із річки Changma – верхньої течії Shule, яка дренує північний схил гір Наньшань та наразі розбирається на зрошення по виході на рівнину (природне русло продовжується до озера Лобнор).
В межах проекту річку перекрили греблею із ущільненого котком бетону висотою 64 метра, яка спрямовує ресурс у прокладений через лівобережний гірський масив дериваційний тунель довжиною понад 6 км. У підсумку вода надходить до наземного машинного залу, де встановлено три турбіни типу Френсіс – дві потужністю по 23 МВт та одна з показником у 10 МВт, які забезпечують виробництво 213 млн кВт-год електроенергії на рік.